# Marianne St-Gelais
Marianne St-Gelais (17 februari 1990) is een Canadees shorttrackster.

## Carrière
Bij het shorttrack op de Olympische Winterspelen 2010 won St-Gelais zilver op de 500 meter en op de 3000 meter aflossing met de Canadese ploeg. Vier jaar later herhaalde ze de zilveren medaille met het Canadese team.
In de wereldbeker shorttrack 2010/2011 won ze het eindklassement over 500 meter.
St-Gelais won in 2016 op het wereldkampioenschap in Seoel de wereldtitel over 1500 meter en werd tweede in het eindklassement.

## Privéleven
Marianne St-Gelais heeft een relatie met collega-shorttracker Charles Hamelin.